# Lukas Heuss
Lukas „Luki“ Heuss (* 9. Oktober 1961 in Zürich) ist ein Schweizer Jazzmusiker (Altsaxophon, Klarinette).

## Leben und Wirken
Heuss, der in Zürich aufwuchs, entdeckte mit zehn Jahren die Klarinette; mit 15 Jahren wechselte er zum Saxophon. Nach einer kaufmännischen Ausbildung sammelte er zunächst im Bereich des Hot Jazz Band-Erfahrungen mit «Clan Miller & the Hot Kotz». Dann studierte er an der Musikhochschule Luzern, die er mit Auszeichnung abschloss.
1993 veröffentlichte Unit Records sein Debütalbum «Köpfchen & Muskeln», das Heuss auch beim Jazzfestival Schaffhausen vorstellte. In seiner Gruppe «Bari-Tones» konzentrierte er sich auf das Baritonsaxophon. Seit 1996 gehört er zum Zurich Jazz Orchestra und seit 1999 zu den JCT All Stars. Weiterhin ist er Mitglied im Martin Streule Jazz Orchestra, mit dem er 2003 den ZKB Jazzpreis erhielt und mit dem mehrere Alben als Solist entstanden. Als Sideman arbeitete er weiterhin mit Michael von der Heide, Herbie Kopf und Markus Schönholzers «Circus McGurkus».
Seit 1998 setzte Heuss sich zudem in Projekten wie «Trio Tüsel», «Trojka» und dem Schweizerisch-Russischen Quartett «Totschna» intensiver mit Volksmusik auseinander. Als Interpret von neuer und Third Stream Musik war er am Collegium Novum von Gunther Schuller beteiligt.

## Hinweise
- Köpfchen & Muskeln (Unit 1993, Peter Fuchs, Rolf Leisinger, Jan Schlegel, Max Oliver Schmid)
- Bari-Tones Live at Moods (Jecklin Red Note 1998, mit Chris Wiesendanger, Christoph Sprenger, Lukas Bitterlin, Willy Kotoun)